# Arthur Valerian Wellesley
Arthur Valerian Wellesley, 8e prins van Waterloo, hertog van Wellington (Rome, 2 juli 1915 – Stratfield Saye, 31 december 2014) was een Britse generaal.

## Levensloop
Wellington, telg uit het zowel Nederlandse als Belgische adellijke geslacht Wellesley, was de enige zoon van Gerald Wellesley, de 7de hertog van Wellington (1885-1972), en van Dorothy Ashton. Omdat Arthurs neef Henry Valerian Wellington, de zesde hertog van Wellington (1912-1943), in de Slag om Monte Cassino sneuvelde, werd Arthurs vader Gerald de zevende hertog.
Wellesley studeerde in Eton en Oxford en trad in 1939 toe tot de Britse cavalerie. Hij nam deel aan acties tijdens de oorlog in het Midden-Oosten, onder meer aan de slag bij El Alamein. Na de oorlog volgde hij zijn regiment in Duitsland en Cyprus en werd vervolgens Brits militair attaché in Madrid. Hij verliet het leger met de graad van brigadegeneraal.
Bij het overlijden van zijn vader werd hij in 1972 de achtste hertog van Wellington.
Na zijn legercarrière vervulde hij een aantal mandaten in het bedrijfsleven, verder zette hij zich in ten voordele van de milieubescherming en concentreerde zich vooral op het beheer van zijn historische eigendommen: Stratfield Saye in Basingstoke, Aspley House in Londen en verder eigendommen in Spanje en in Waterloo. Toen het vroegere slagveld dreigde te worden doorgesneden door de Brusselse Ring, zette hij zich mee in om dit te verhinderen. Hij droeg ook bij tot de uitbreiding en vernieuwing van het Museum Wellington in Waterloo. In 2009 lag hij mee aan de basis van het Comité Waterloo 200, dat de herdenking van de slag wilde herdenken.
Wellesley was getrouwd met Diana Mc Connell (1944-2010). Ze kregen vier zoons en een dochter. De oudste, Arthur Charles Wellesley, is hem bij zijn overlijden in 2014 opgevolgd als negende hertog van Wellington. In 2010 had hij al afstand gedaan ten gunste van zijn oudste zoon van de Spaanse titel hertog van Ciudad Rodrigo en Grandeza de España.